# Havkenscheid (Adelsgeschlecht)

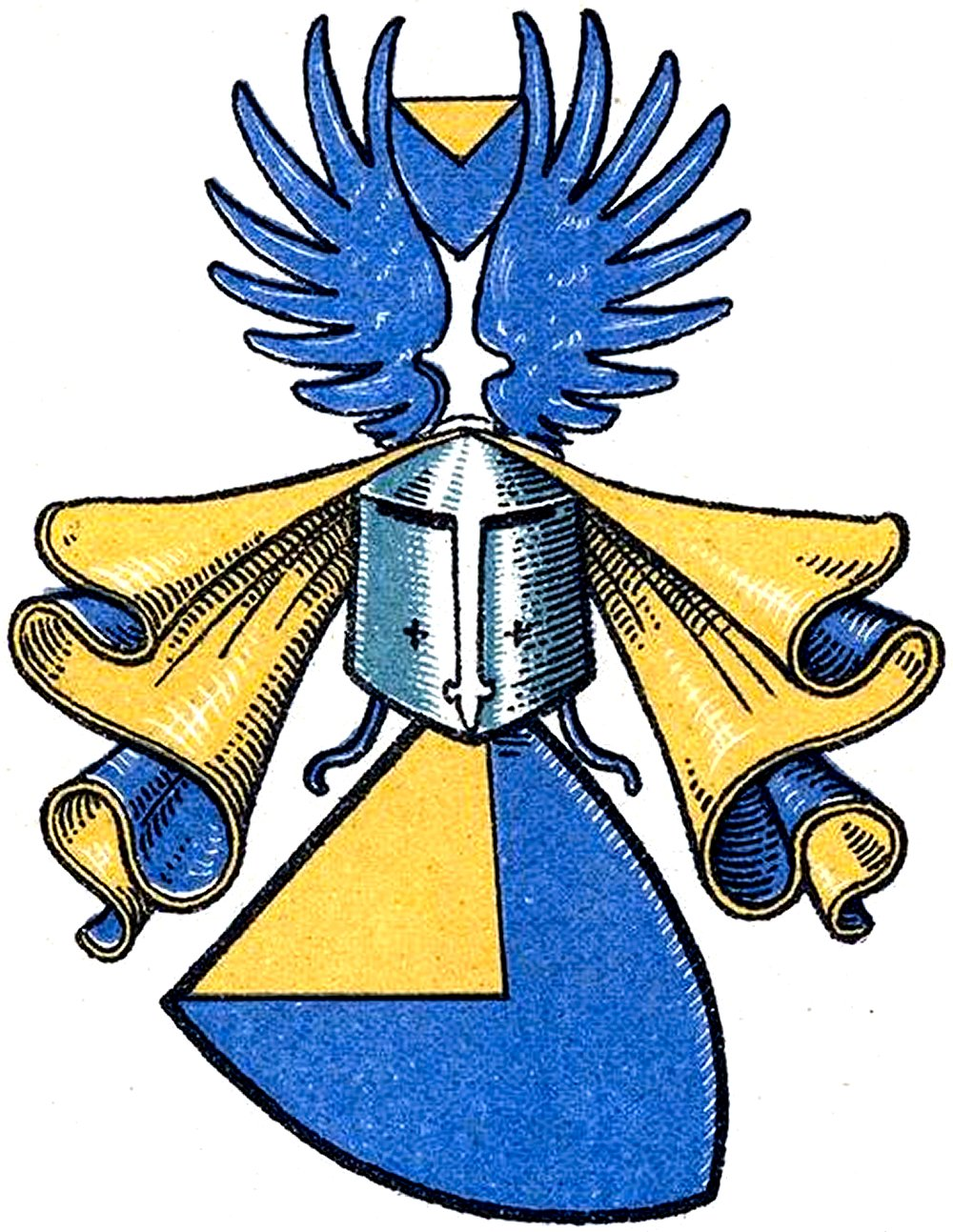
Stammwappen derer von Havkenscheid im Wappenbuch des Westfälischen Adels

Havkenscheid (auch: Hafkenscheidt o. ä.) ist der Name eines westfälischen Adelsgeschlechts. Zu seinen Sitzen zählten das Haus Havkenscheid, ein niedergegangenes Rittergut in Altenbochum, und das Haus Lohmann im Dorf Westick bei Kamen. Die Familie war eines Stammes mit den Herren von der Goy.

## Geschichte
Haus Havkenscheidt war laut Franz Darpe ein Lehen der Isenberger, später ein Limburg-Styrumer Lehen. Um 1340 findet sich in den Urkunden ein Theodoricus de Havekenschede. Die Urkunden nennen 1437 einen Diderich. Am 23. November 1470 belehnt Wilhem van Limborch to Stierhem den Dirich van Havekeschede (* etwa 1430; † vor 1485), Sohn des verstorbenen Diriche, mit dem Gut zu Havekeschede im Kirchspiel und Gericht Boichem. Das Messkornregister aus dem Jahre 1513 erwähnt einen Dirick von Havekenschede. Elisabeth, die Tochter Melchior von Havkenscheids, brachte das Gut in ihre Ehe mit Goswin von Düngelen ein, der auch Haus Dahlhausen besaß.
Etwa ab 1561 saßen die von Haffkenscheidt auch auf Haus Lohmann im Dorf Westick bei Kamen. Die Anlage war im 14. Jahrhundert vermutlich der Burgsitz der Adelsfamilie von Westick gewesen. Die Urkunden erwähnen Belehnungen 1562 für Jaspar von Haveckenschede, 1568 für Jörgen von Haveckenschede, 1585 für Georg von Havekenscheidt und 1598 für Diedrich von Havekenschede († 1600). Schließlich wird sein Schwager Goswin von Düngelen genannt.

## Wappen
Blasonierung: In Blau eine bis zur Mitte absteigende goldene Spitze. Auf dem Helm offener, blauer Flug, zwischen dem sich der Schild wiederholt.